# 宇宙軍 (サークル)
宇宙軍（うちゅうぐん、Space Force）は、日本のSFファンサークル。
1977年に、高橋信之により設立された。「宇宙軍」の名称はSF作家・野田昌宏の愛称「宇宙軍大元帥」にちなむもので、高橋が野田の許諾を受け設立、野田はサークルの最高顧問に迎えられた。「SFで遊ぶ」をテーマとする。
このサークルから多くの映像や出版の業界人も出ている。ガイナックスの前身ゼネラルプロダクツの主要創業メンバーである武田康廣、岡田斗司夫は宇宙軍第一期メンバーとして関西から参加し、大阪例会で出会っている。。（ゼネラルプロダクツ）
活動内容は日本SF大会への参加や各種イベントの開催など。
世界SF大会日本開催の誘致活動及び開催にも協力しており、2007年8月30日 - 9月3日に横浜で開催された「第65回世界SF大会/第46回日本SF大会 Nippon2007」では、アニメーションプロデューサーで、「宇宙軍」第二代参謀総長の井上博明が実行委員長を務めた。

## 歴代参謀総長
- 高橋信之
- 井上博明
- 園山靖輔
- 宮内尊寛